# Мілош Пантович
Мілош Пантович (серб. Милош Пантовић нар. 7 липня 1996, Мюнхен, Німеччина) — сербський футболіст, вінгер німецького клубу «Уніон».

## Ігрова кар'єра

### Клубна
Мілош Пантович народився у Мюнхені і свою футбольну кар'єру починав в академії клубу «Баварія».  17 жовтня 2015 року Пантович зіграв першу гру в основі «Баварії» у турнірі Бундесліги. У складі «Баварії» футболіст ставав чемпіоном Німеччини та переможцем Суперкубку країни.
У 2018 році контракт Пантовича з клубом завершився і він як вільний агент перейшов до «Бохума». З яким у сезоні 2020/21 виграв турнір Другої Бундесліги. Коли контракт з «Бохумом» завершився, пантович також на правах вільного агента перейшов до берлінського «Уніона».

### Збірна
З 2015 року Мілош Пантович провів кілька матчів у складі молодіжної збірної Сербії.

## Титули
Баварія
 Чемпіон Німеччини: 2015/16
 Переможець Суперкубка Німеччини: 2017
Бохум
- Переможець Другої Бундесліги: 2020/21